# Пилаон
Пилаон је у грчкој митологији било име више личности.

## Митологија
- Према Аполодору, био је син Нелеја и Хлориде, кога је, као и његову браћу, убио Херакле.[1]
- Пилаон се помиње као један од могућих очева Антиопе, Еуритове супруге.[2]